# Institución Javeriana
La Institución Javeriana, Hermanas de San Francisco Javier es un congregación religiosa católica femenina, de vida apostólica y de derecho pontificio, fundada en Madrid, en 1941, por el jesuita español Manuel Marín Triana. A las religiosas de este instituto se les conoce también como javerianas y posponen a sus nombres las siglas I.J.

## Historia
La congregación fue fundada por el sacerdote jesuita español Manuel Marín Triana, a partir del trabajo que desempeñaba en la misión con los jóvenes trabajadores de Burgos. En 1938 creó la Mutualidad Obrera que se difundió rápidamente en otros centros de España. Marín confió la obra a algunas voluntarias. El 12 de enero de 1941, cuatro de dichas voluntarias empezaron a vivir en común en Madrid, dando origen formalmente al instituto al que llamaron Institución Javeriana. La congregación se expandió rápidamente por España y fuera de ella. La primera casa en el exterior fue fundada en Ciudad de México en 1949 y en 1955 abrieron en Colombia.
El papa Pablo VI aprobó el instituto, mediante decretum laudis del 23 de marzo de 1964, como congregación religiosa de derecho pontificio.

## Organización
La Institución Javeriana es una congregación religiosa de derecho pontificio, internacional y centralizada, cuyo gobierno es ejercido por una superiora general. La sede central se encuentra en Madrid (España).
Las javerianas se dedican a la formación de las jóvenes obreras. Para ello gestionan varios centros de para la formación profesional, la educación en la escuela, institutos de espiritualidad y pensionados. En 2017, el instituto contaba con 87 religiosas y 20 comunidades, presentes en España, Colombia y México.